# Laboratório de Rádio Nizhny Novgorod
O Laboratório de Rádio Nizhny Novgorod (em russo:  Нижегородская радиолаборатория, НРЛ) foi o primeiro laboratório científico soviético no campo da radiotécnica. Foi instalado em 1918 em Níjni Novgorod. Em 1928 o laboratório foi reorganizado e suas instalações movidas para Leningrado.